# Хильдебрандт, Фердинанд Теодор
Фердина́нд Теодо́р Хильдебра́ндт (Гильдебрандт, нем. Ferdinand Theodor Hildebrandt; 2 июля 1804—20 сентября 1874) — немецкий живописец XIX века, мастер дюссельдорфской школы.

## Биография
С 1823 занимался в мастерской фон Шадова в Берлине, в 1826 вместе с ним переехал в Дюссельдорф, посещал высший класс Дюссельдорфской академии художеств. В октябре 1830 с фон Шадовом совершил путешествие в Италию. Посетил Бельгию, был в Петербурге (1844).

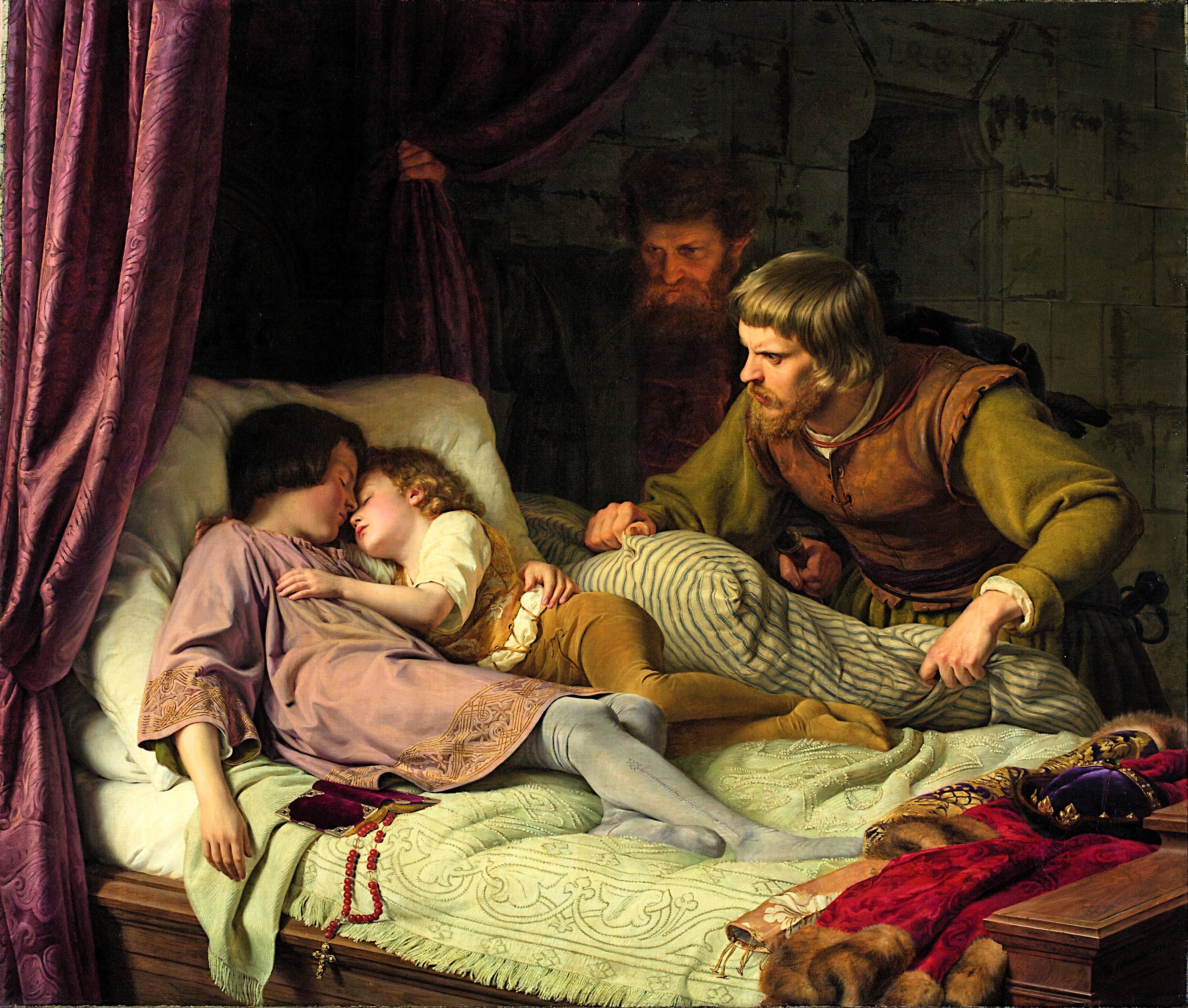
Убийство сыновей Эдуарда IV. 1835

С 1836 года преемник Генриха Кристофа Кольбе на посту профессора Дюссельдорфской академии художеств (до 1854). Создавал произведения главным образом в жанре исторической живописи, писал также пейзажи, портреты, жанровые сцены. В Государственном Эрмитаже находится несколько картин Хильдебрандта, в частности его пейзажи «В лесу» (1858) и «Зимнее утро на реке» (1857, происходит из Кушелевской галереи музея Императорской академии художеств), а также жанровая картина «Дети в ожидании ёлки» (1840).
Характерный пример творчества Хильдебрандта — полотно «Убийство сыновей Эдуарда IV» (1835, Дюссельдорф, Художественный музей), исполненное в традиции академической исторической живописи, сближенной с бытовой. Тема трагической судьбы детей Эдуарда IV, убитых в Тауэре Ричардом III, братом короля, объявившим себя его наследником и ставшим королём Англии, привлекала многих живописцев в середине XIX века. Литературным источником являлась трагедия Шекспира «Ричард III», а образцом в живописи — известное полотно Делароша «Сыновья Эдуарда IV Английского» (1830, Лувр).
Среди его учеников были, в частности, Кристиан Эдуард Бетхер, Густав Греф и Генрих Фердинанд Гофман.

## Галерея

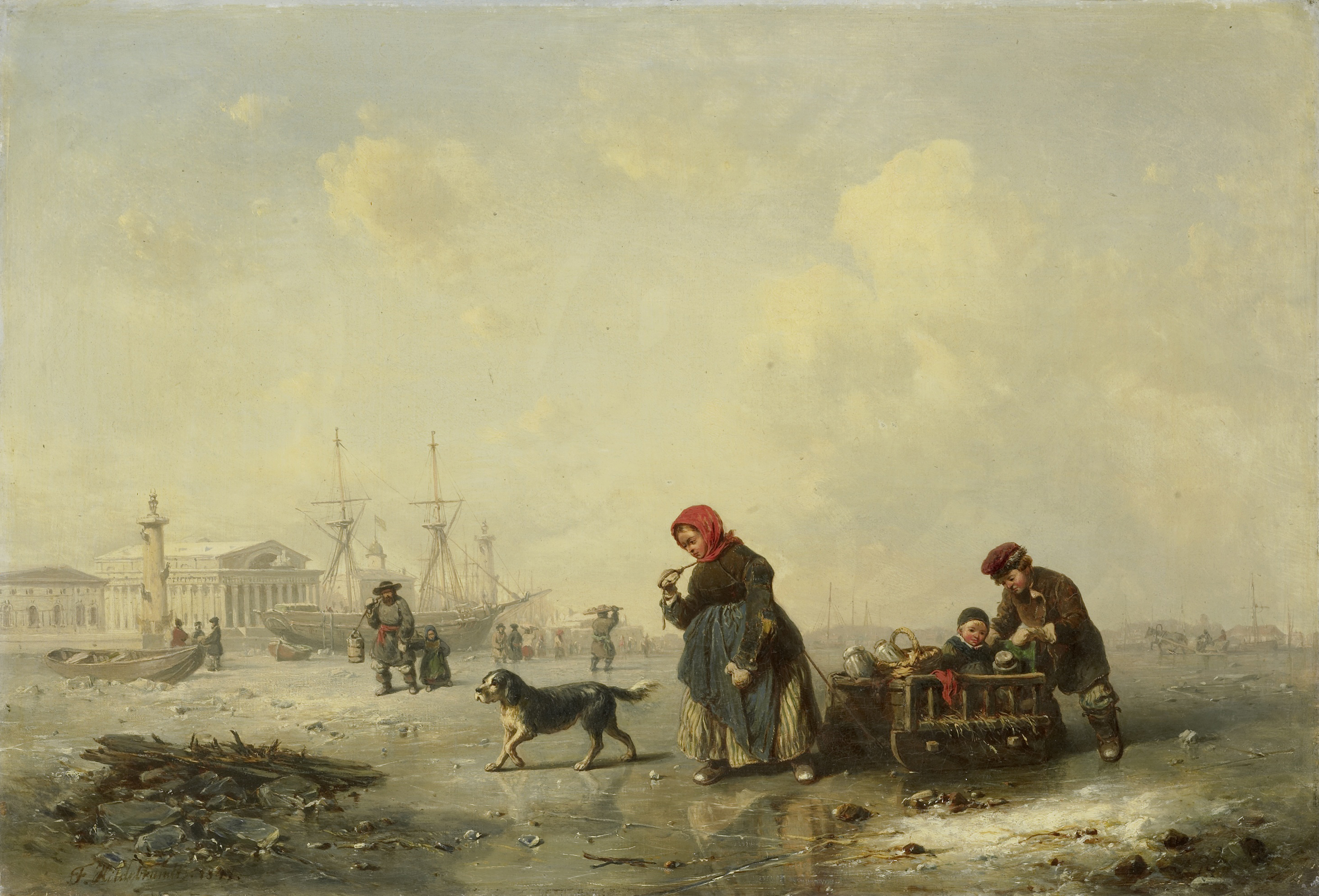
Нева в Санкт-Петербурге зимой. 1844. Хранится в Нидерландах.
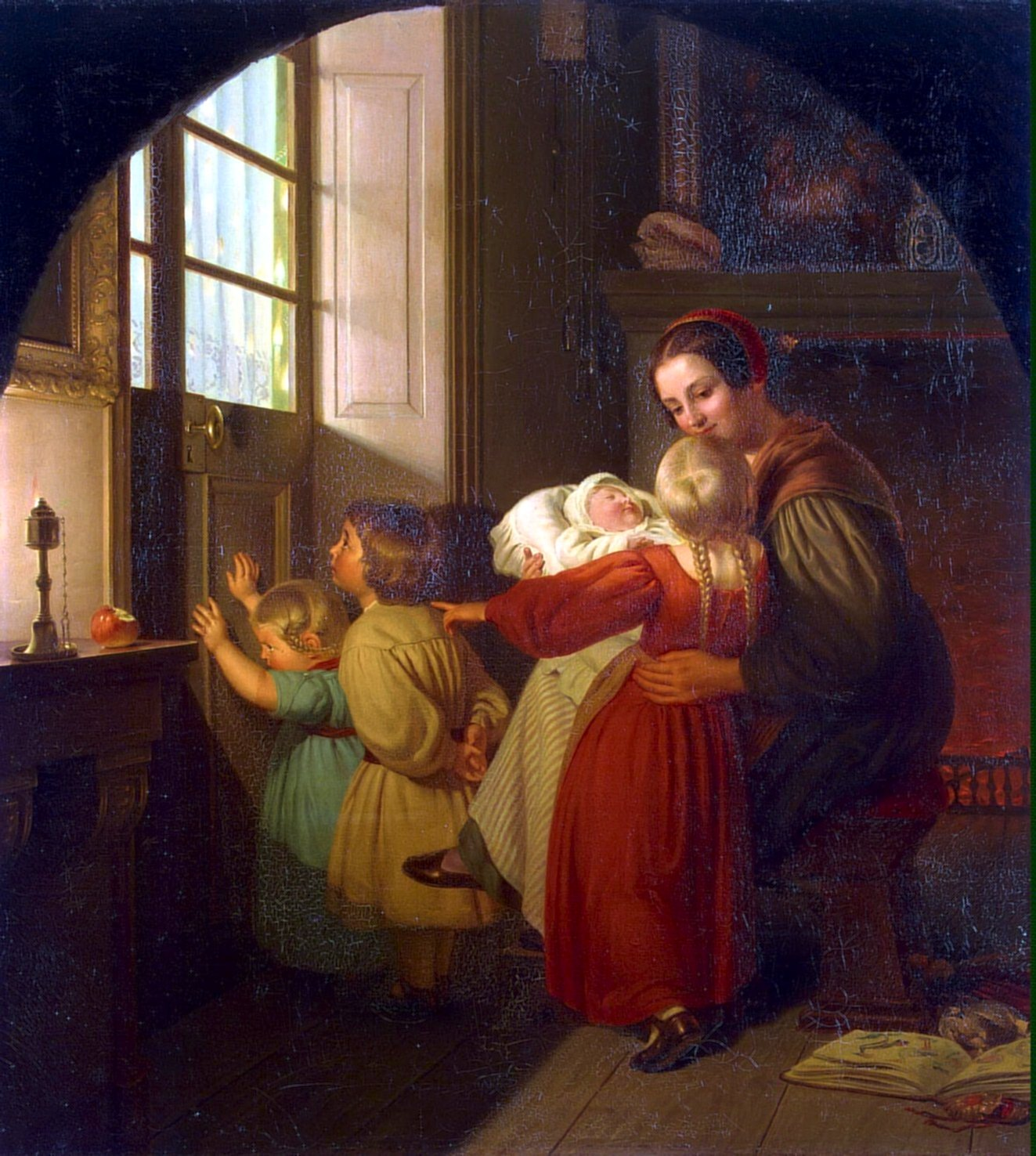
Дети в ожидании ёлки, 1840. Государственный Эрмитаж.
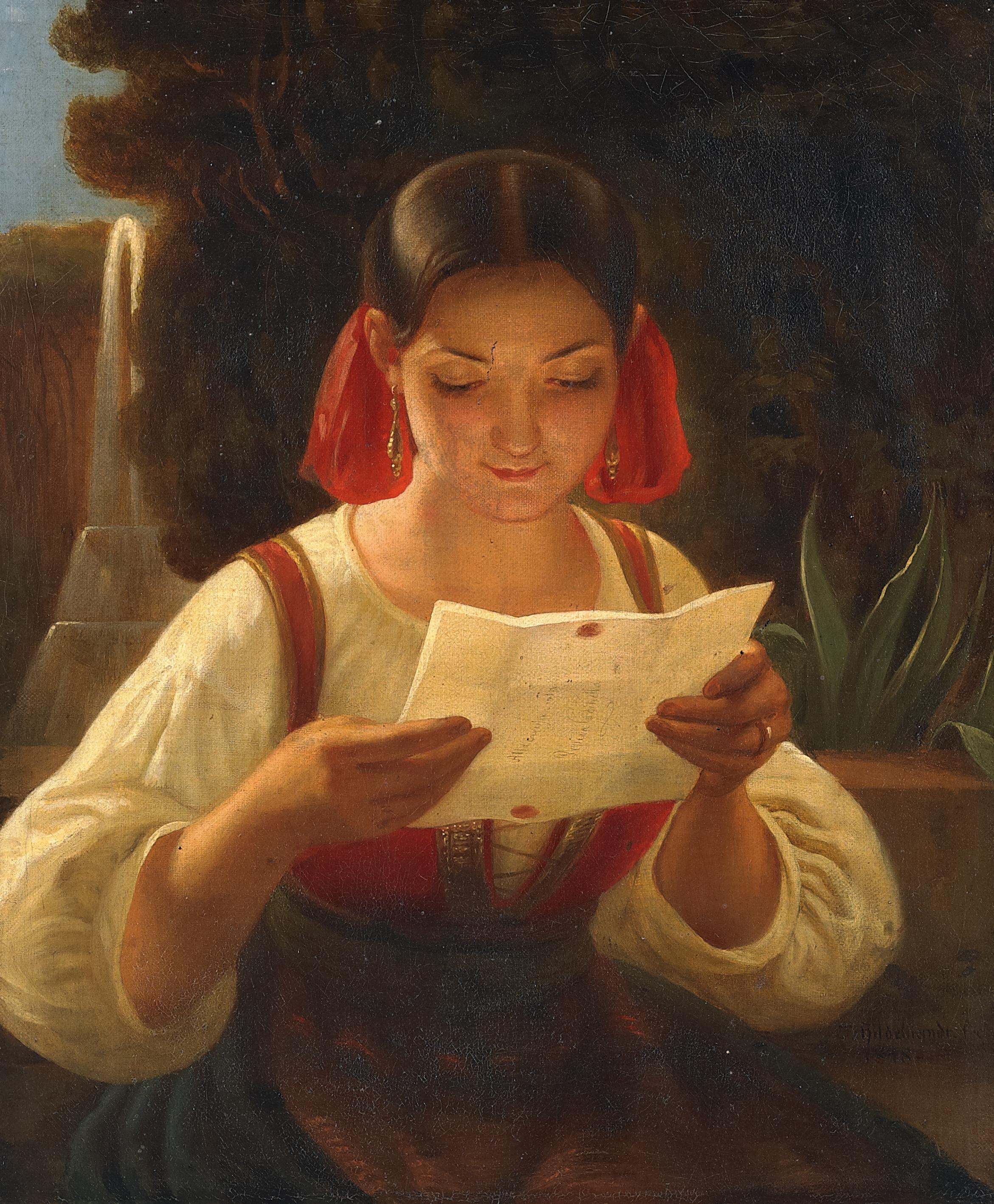
Итальянская девушка, читающая письмо, 1848.
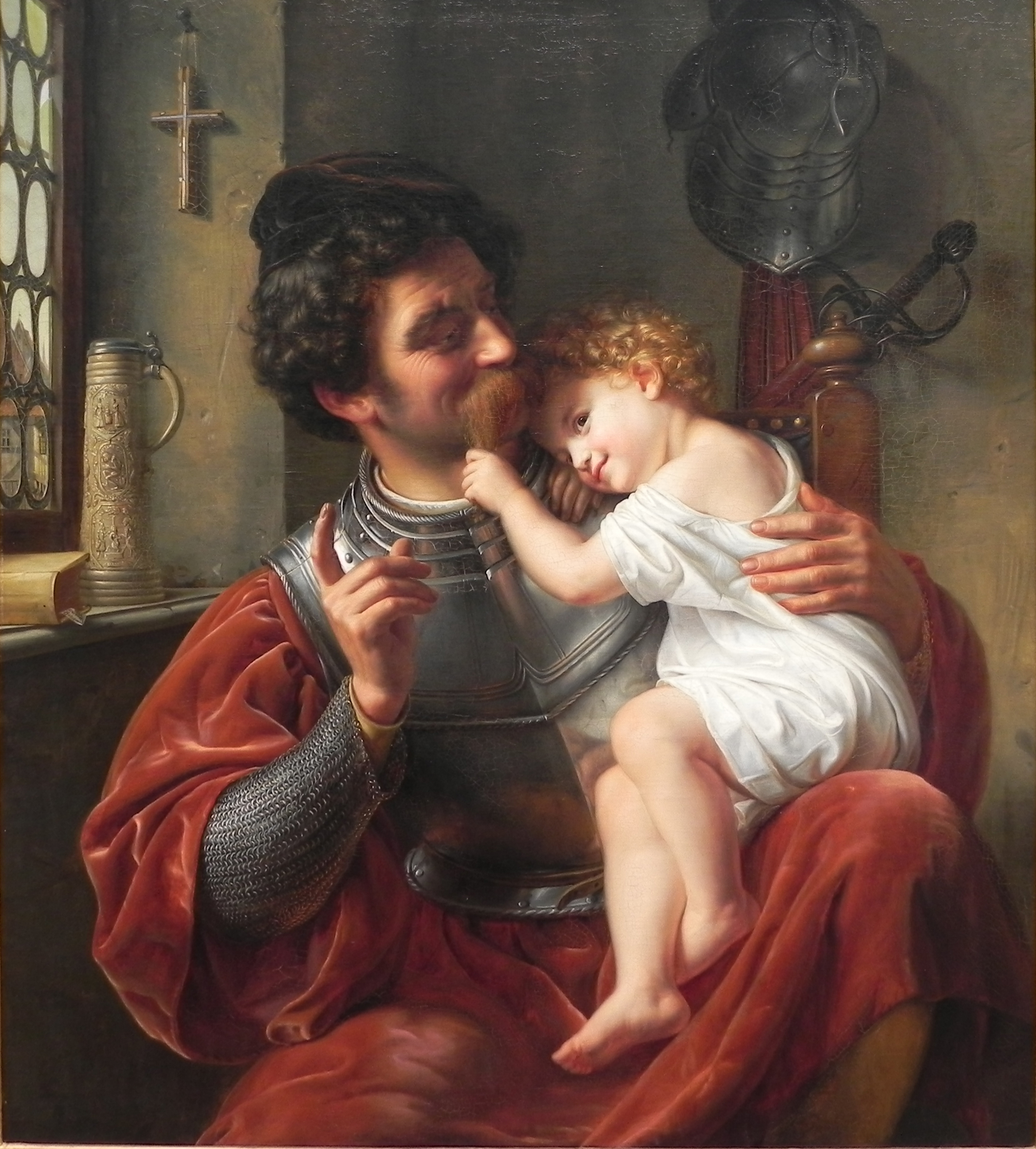
Ратник с сыном, 1832.  Старая национальная галерея, Берлин.
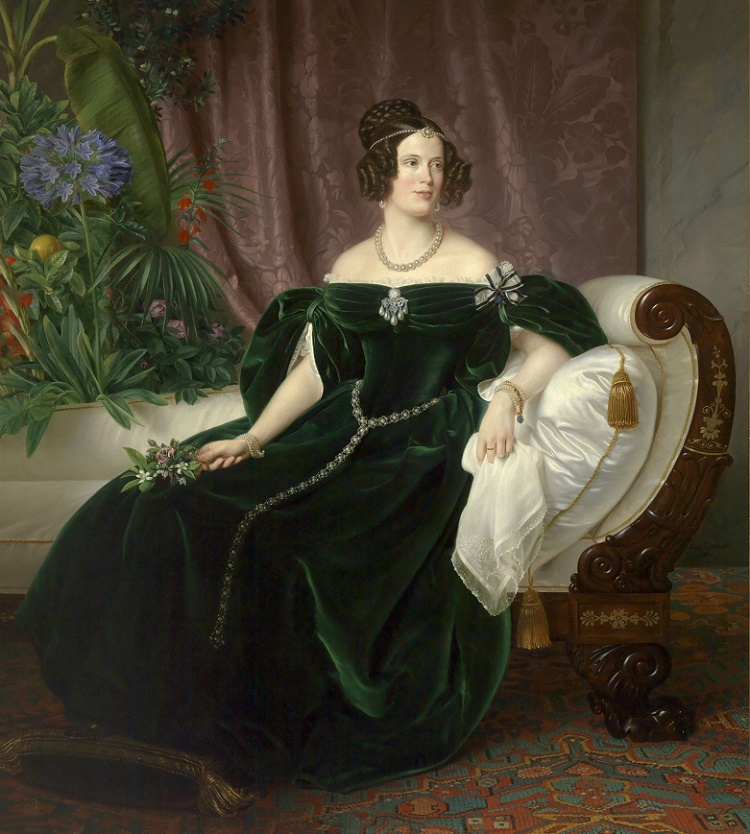
Портрет Марианны Оранской-Нассау, принцессы Прусской, 1837.
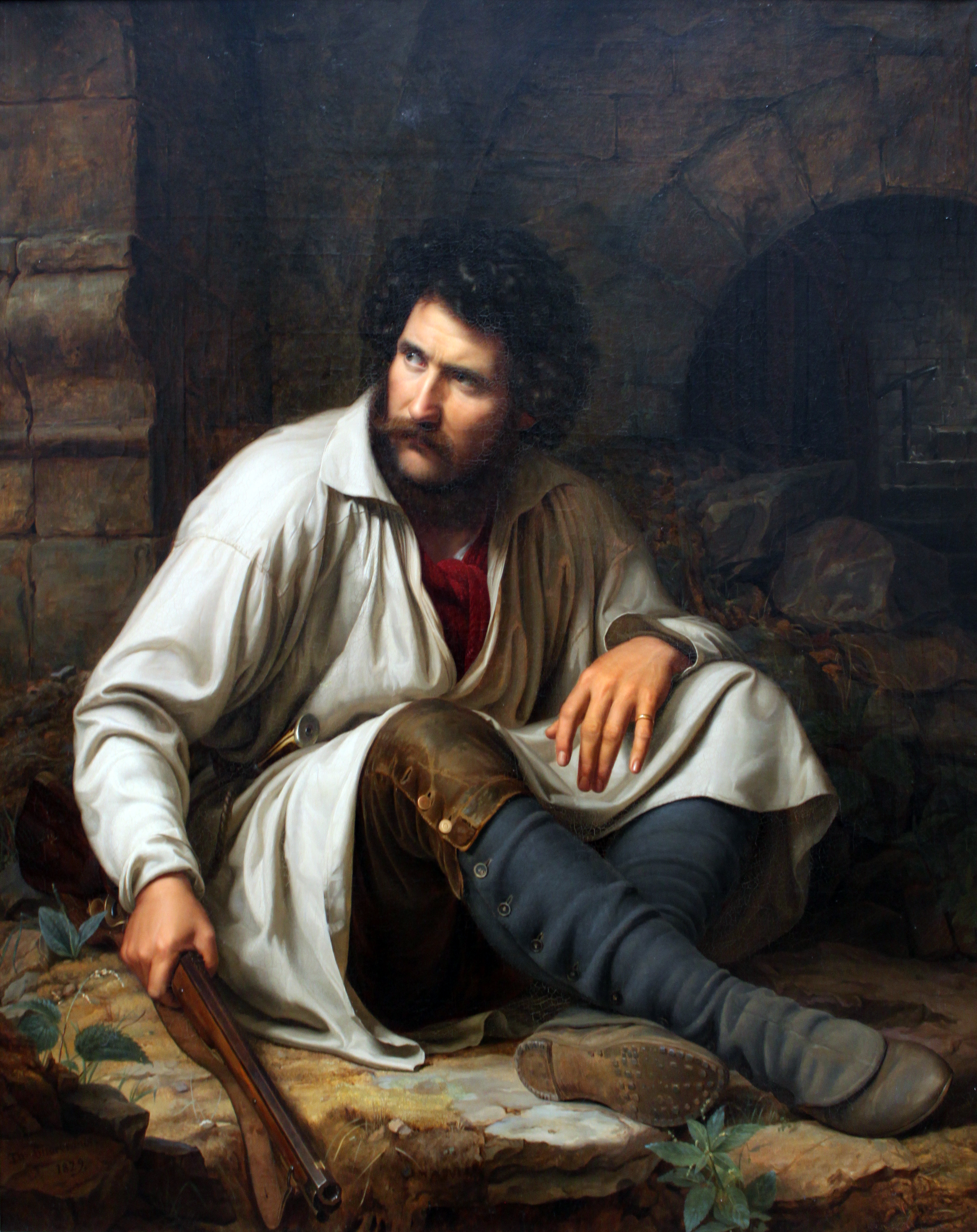
Разбойник, 1829. Старая национальная галерея, Берлин.